# Karol Rebro
Karol Rebro (ur. 27 października 1912 w Horovcach, zm. 31 października 2000 w Bratysławie) – słowacki prawnik i nauczyciel akademicki, jeden z najważniejszych słowackich historyków prawa w dziedzinie prawa rzymskiego. Jest autorem pierwszego słowackiego podręcznika prawa rzymskiego.

## Życiorys
W 1935 ukończył studia na Wydziale Prawa Uniwersytetu Komeńskiego w Bratysławie z tytułem doktora praw. Po ukończeniu studiów kontynuował badania naukowe u profesorów Salvatore Riccobon i Giorgio Del Vecchio w Rzymie. W 1941 został docentem historii i prawa państwa, a w 1946 otrzymał tytuł profesora. Oprócz kariery naukowej przygotowywał się do pełnienia zwykłej służby sądowniczej, pracował w Sądzie Głównym w Bratysławie, a w 1944 roku zdał jednolity egzamin sędziowski i adwokacki.
Wstąpił do SNP. Po zakończeniu II wojny światowej pełnił czołowe stanowiska w Komisji SNR. Ponadto wykładał od 1936 roku i aktywnie uczestniczył w procesie pedagogicznym na Uniwersytecie Słowackim (wówczas Uniwersytet Komeńskiego). W latach 1946–1947 był dziekanem Wydziału Prawa Uniwersytetu Komeńskiego w Bratysławie, a w latach 1949–1950 był rektorem tej uczelni. W 1951 z powodów politycznych przestał zajmować stanowiska publiczne i pedagogiczne. Przez pewien czas pracował w Bibliotece Uniwersyteckiej. Od 1969 powrócił do nauczania prawa rzymskiego jako profesor zwyczajny i kierownik Katedry Prawa Rzymskiego. W 1960 otrzymał tytuł kandydata nauk, a w 1969 uzyskał habilitację.
W 1993 roku otrzymał tytuł doktora honoris causa Uniwersytetu Komeńskiego.

## Wybrane publikacje
- Rímske právo (we współautorstwie z prof. Petrom Blahom, 4. wydania – 1991, 1997, 2002, 2010)
- Praktické cvičenia z rímskeho práva (we współautorstwie z prof. Petrom Blahom, 2 wydania – 1985,1991)
- Latinské právnické výrazy a výroky (2 wydania – 1984, 1995)
- Rímske právo súkromné (Bratislava: OBZOR, 1980. 278 stron)
- Urbárska regulácia Márie Terézie a poddanské reformy Jozefa II. na Slovensku (1959)
- Juliánova náuka o práve obyčajovom. Kritický príspevok k súčasným teóriám rímskeho práva obyčajového (1944, skonfiskowane za udział w SNP)
- Konkubinát v práve rímskom od Augusta do Justiniána (1940)
- Dissenz v kauze pri tradícii (1934)